# Super League 2023-2024 (pallavolo maschile, Inghilterra)
La Super League 2023-2024, 45ª edizione della massima serie del campionato inglese di pallavolo maschile si è svolta dal 14 ottobre 2023 al 28 aprile 2024: al torneo hanno partecipato dieci squadre di club inglesi e la vittoria finale è andata per la terza volta consecutiva alla Durham University.

## Regolamento

### Formula
La formula ha previsto:
- Regular season, disputata con girone all'italiana, con gare di andata e ritorno, per un totale di diciotto giornate: le prime quattro classificate hanno acceduto ai play-off scudetto, la decima classificate è stata retrocessa in Division 1, mentre la nona classificata ha acceduto allo spareggio promozione-retrocessione;
- Play-off scudetto, struttutati con semifinali, finale per il terzo posto e finale, giocate in gara unica;
- Spareggio promozione-retrocessione, tra la nona classificata della regular season e la seconda classificata della Division 1, disputato con gara unica: la squadra vincitrice ha ottenuto o mantenuto il diritto di partecipazione alla Super League.

### Criteri di classifica
Se il risultato finale è stato di 3-0 o 3-1 sono stati assegnati 3 punti alla squadra vincente e 0 a quella sconfitta, se il risultato finale è stato di 3-2 sono stati assegnati 2 punti alla squadra vincente e 1 a quella sconfitta.
L'ordine del posizionamento in classifica è stato definito in base a:
- Punti;
- Ratio dei set vinti/persi;
- Ratio dei punti realizzati/subiti;
- Risultato degli scontri diretti[2].

## Squadre partecipanti
| Club                     | Stagione | Città                | Impianto                           | Stagione precedente    |
| ------------------------ | -------- | -------------------- | ---------------------------------- | ---------------------- |
| Durham University        | dettagli | Durham               | Graham Sports Centre               | Campione d'Inghilterra |
| Leeds                    | dettagli | Leeds                | The Ruth Gorse Academy             | 8ª in Super League     |
| Malory Eagles            | dettagli | Londra               | Ernest Bevin College               | 2ª in Super League     |
| Newcastle Staffs         | dettagli | Newcastle-under-Lyme | Sir Stanley Matthews Sports Centre | 6ª in Super League     |
| Polonia London           | dettagli | Londra               | Northolt High school               | 3ª in Super League     |
| Richmond Docklands       | dettagli | Londra               | Kingston College Arena             | 4ª in Super League     |
| Stockport                | dettagli | Stockport            | Brinnington Park Leisure Complex   | 1ª in Division 1       |
| Sunderland               | dettagli | Sunderland           | Sunderland College                 | 9ª in Super League     |
| Team Essex               | dettagli | Colchester           | University of Essex Sports Centre  | 7ª in Super League     |
| University of Nottingham | dettagli | Nottingham           | David Ross Sports Village          | 5ª in Super League     |

## Torneo

### Regular Season

#### Risultati
| Prima giornata |                                               |     |                                   |
|                |                                               |     |                                   |
| 14-10          | Leeds - Polonia London                        | 1-3 | 25-27, 21-25, 25-21, 20-25        |
| 19-11          | Sunderland - Team Essex                       | 2-3 | 22-25, 25-21, 28-26, 15-25, 13-15 |
| 09-12          | University of Nottingham - Richmond Docklands | 0-3 | 24-26, 24-26, 25-27               |
| 10-02          | Stockport - Durham University                 | 0-3 | 11-25, 20-25, 18-25               |
| 10-02          | Newcastle Staffs - Malory Eagles              | 1-3 | 22-25, 25-27, 26-24, 18-25        |

| Seconda giornata |                                              |     |                            |
|                  |                                              |     |                            |
| 21-10            | Durham University - University of Nottingham | 3-1 | 22-25, 25-16, 25-14, 28-26 |
| 21-10            | Richmond Docklands - Newcastle Staffs        | 1-3 | 22-25, 25-17, 24-26, 26-28 |
| 21-10            | Polonia London - Sunderland                  | 3-0 | 25-16, 25-14, 25-21        |
| 20-01            | Malory Eagles - Leeds                        | 3-0 | 25-12, 25-20, 25-19        |
| 21-01            | Team Essex - Stockport                       | 3-1 | 23-25, 25-18, 25-21, 25-21 |

| Terza giornata |                                        |     |                                   |
|                |                                        |     |                                   |
| 14-10          | University of Nottingham - Team Essex  | 0-3 | 23-25, 21-25, 16-25               |
| 28-10          | Richmond Docklands - Durham University | 2-3 | 25-22, 20-25, 25-15, 19-25, 10-15 |
| 17-02          | Stockport - Polonia London             | 1-3 | 22-25, 25-22, 18-25, 23-25        |
| 06-04          | Newcastle Staffs - Leeds               | 3-0 | 25-17, 25-23, 25-22               |
| 06-04          | Sunderland - Malory Eagles             | 1-3 | 14-25, 27-25, 24-26, 17-25        |

| Quarta giornata |                                           |     |                            |
|                 |                                           |     |                            |
| 04-11           | Leeds - Sunderland                        | 0-3 | 22-25, 17-25, 23-25        |
| 29-10           | Team Essex - Richmond Docklands           | 3-1 | 25-23, 20-25, 25-17, 25-13 |
| 04-11           | Malory Eagles - Stockport                 | 3-1 | 25-13, 25-18, 25-27, 25-21 |
| 04-11           | Durham University - Newcastle Staffs      | 3-1 | 22-25, 25-22, 25-12, 25-18 |
| 05-11           | Polonia London - University of Nottingham | 3-1 | 25-17, 18-25, 25-15, 25-20 |

| Quinta giornata |                                          |     |                                   |
|                 |                                          |     |                                   |
| 18-11           | University of Nottingham - Malory Eagles | 2-3 | 16-25, 25-14, 21-25, 25-21, 9-15  |
| 18-11           | Stockport - Leeds                        | 3-1 | 24-26, 25-18, 25-14, 25-21        |
| 18-11           | Newcastle Staffs - Sunderland            | 3-2 | 26-24, 21-25, 25-23, 21-25, 17-15 |
| 18-11           | Durham University - Team Essex           | 3-0 | 25-22, 25-7, 25-22                |
| 18-11           | Richmond Docklands - Polonia London      | 2-3 | 25-20, 25-21, 16-25, 23-25, 8-15  |

| Sesta giornata |                                    |     |                            |
|                |                                    |     |                            |
| 22-10          | Team Essex - Newcastle Staffs      | 3-0 | 25-15, 25-17, 25-21        |
| 29-10          | Polonia London - Durham University | 3-1 | 25-18, 22-25, 25-22, 25-17 |
| 25-11          | Malory Eagles - Richmond Docklands | 3-0 | 25-21, 25-22, 25-21        |
| 26-11          | Sunderland - Stockport             | 1-3 | 25-21, 21-25, 18-25, 18-25 |
| 02-03          | Leeds - University of Nottingham   | 0-3 | 17-25, 19-25, 26-28        |

| Settima giornata |                                       |     |                                   |
|                  |                                       |     |                                   |
| 22-10            | Durham University - Malory Eagles     | 3-2 | 25-22, 26-24, 22-25, 34-36, 15-13 |
| 02-12            | University of Nottingham - Sunderland | 3-1 | 22-25, 25-18, 25-20, 25-20        |
| 03-02            | Newcastle Staffs - Stockport          | 0-3 | 23-25, 20-25, 17-25               |
| 17-02            | Richmond Docklands - Leeds            | 3-2 | 21-25, 25-9, 25-21, 23-25, 15-12  |
| 10-03            | Team Essex - Polonia London           | 2-3 | 20-25, 24-26, 25-21, 25-17, 13-15 |

| Ottava giornata |                                      |     |                                   |
|                 |                                      |     |                                   |
| 14-10           | Richmond Docklands - Sunderland      | 3-1 | 31-29, 27-25, 22-25, 25-23        |
| 09-12           | Malory Eagles - Team Essex           | 3-2 | 21-25, 25-13, 16-25, 25-20, 15-11 |
| 09-12           | Leeds - Durham University            | 1-3 | 16-25, 18-25, 25-20, 14-25        |
| 09-12           | Polonia London - Newcastle Staffs    | 3-0 | 25-23, 25-20, 25-23               |
| 16-03           | Stockport - University of Nottingham | 1-3 | 25-17, 24-26, 25-27, 21-25        |

| Nona giornata |                                             |     |                                   |
|               |                                             |     |                                   |
| 05-11         | Richmond Docklands - Stockport              | 3-0 | 25-20, 25-20, 25-22               |
| 26-11         | Polonia London - Malory Eagles              | 3-0 | 25-16, 27-25, 25-22               |
| 14-01         | Team Essex - Leeds                          | 3-0 | 25-17, 25-17, 25-13               |
| 17-02         | Newcastle Staffs - University of Nottingham | 3-2 | 25-14, 23-25, 25-22, 18-25, 15-13 |
| 03-03         | Durham University - Sunderland              | 3-0 | 25-19, 25-22, 25-22               |

| Decima giornata |                                               |     |                                  |
|                 |                                               |     |                                  |
| 13-01           | Polonia London - Leeds                        | 3-0 | 25-14, 25-20, 25-18              |
| 25-11           | Team Essex - Sunderland                       | 2-3 | 26-28, 20-25, 25-17, 25-17, 9-15 |
| 04-11           | Richmond Docklands - University of Nottingham | 3-1 | 25-22, 26-24, 25-27, 25-19       |
| 10-03           | Durham University - Stockport                 | 3-1 | 25-16, 25-8, 23-25, 25-18        |
| 13-01           | Malory Eagles - Newcastle Staffs              | 3-1 | 25-13, 25-21, 16-25, 25-18       |

| Undicesima giornata |                                              |     |                            |
|                     |                                              |     |                            |
| 20-01               | University of Nottingham - Durham University | 1-3 | 25-17, 22-25, 23-25, 22-25 |
| 20-01               | Newcastle Staffs - Richmond Docklands        | 0-3 | 17-25, 24-26, 21-25        |
| 11-02               | Sunderland - Polonia London                  | 0-3 | 23-25, 21-25, 22-25        |
| 21-10               | Leeds - Malory Eagles                        | 1-3 | 18-25, 21-25, 28-26, 23-25 |
| 02-03               | Stockport - Team Essex                       | 3-1 | 25-20, 25-22, 20-25, 25-20 |

| Dodicesima giornata |                                        |     |                                   |
|                     |                                        |     |                                   |
| 03-02               | Team Essex - University of Nottingham  | 3-1 | 25-16, 27-25, 16-25, 25-18        |
| 03-02               | Durham University - Richmond Docklands | 1-3 | 23-25, 21-25, 25-17, 18-25        |
| 06-04               | Polonia London - Stockport             | 3-2 | 23-25, 25-14, 25-23, 33-35, 15-13 |
| 05-11               | Leeds - Newcastle Staffs               | 3-1 | 25-20, 21-25, 25-23, 25-22        |
| 14-01               | Malory Eagles - Sunderland             | 3-0 | 25-20, 25-18, 26-24               |

| Tredicesima giornata |                                           |     |                            |
|                      |                                           |     |                            |
| 10-02                | Sunderland - Leeds                        | 1-3 | 23-25, 23-25, 25-17, 20-25 |
| 10-02                | Richmond Docklands - Team Essex           | 0-3 | 18-25, 20-25, 15-25        |
| 14-10                | Stockport - Malory Eagles                 | 3-0 | 25-20, 27-25, 25-23        |
| 14-10                | Newcastle Staffs - Durham University      | 3-0 | 25-0, 25-0, 25-0           |
| 10-02                | University of Nottingham - Polonia London | 0-3 | 18-25, 21-25, 22-25        |

| Quattordicesima giornata |                                          |     |                            |
|                          |                                          |     |                            |
| 09-03                    | Malory Eagles - University of Nottingham | 3-0 | 25-13, 25-21, 25-21        |
| 09-03                    | Leeds - Stockport                        | 3-1 | 25-17, 22-25, 25-20, 27-25 |
| 10-03                    | Sunderland - Newcastle Staffs            | 3-1 | 23-25, 25-22, 25-21, 25-21 |
| 10-12                    | Team Essex - Durham University           | 1-3 | 25-27, 21-25, 26-24, 20-25 |
| 09-03                    | Polonia London - Richmond Docklands      | 3-1 | 25-22, 22-25, 25-14, 25-21 |

| Quindicesima giornata |                                    |     |                                  |
|                       |                                    |     |                                  |
| 09-03                 | Newcastle Staffs - Team Essex      | 1-3 | 25-23, 18-25, 18-25, 24-26       |
| 02-03                 | Durham University - Polonia London | 3-0 | 25-21, 25-15, 25-16              |
| 02-03                 | Richmond Docklands - Malory Eagles | 0-3 | 16-25, 26-28, 19-25              |
| 09-12                 | Stockport - Sunderland             | 1-3 | 15-25, 24-26, 25-23, 22-25       |
| 25-11                 | University of Nottingham - Leeds   | 3-2 | 27-29, 25-22, 17-25, 25-23, 15-6 |

| Sedicesima giornata |                                       |     |                                   |
|                     |                                       |     |                                   |
| 02-12               | Malory Eagles - Durham University     | 3-2 | 21-25, 29-31, 25-23, 25-20, 15-13 |
| 18-02               | Sunderland - University of Nottingham | 0-3 | 19-25, 15-25, 22-25               |
| 02-12               | Stockport - Newcastle Staffs          | 3-1 | 25-17, 23-25, 25-17, 25-14        |
| 04-02               | Leeds - Richmond Docklands            | 1-3 | 19-25, 24-26, 25-22, 17-25        |
| 04-02               | Polonia London - Team Essex           | 3-0 | 25-20, 25-21, 27-25               |

| Diciassettesima giornata |                                      |     |                                   |
|                          |                                      |     |                                   |
| 24-03                    | Sunderland - Richmond Docklands      | 3-2 | 25-16, 25-22, 21-25, 18-25, 15-13 |
| 18-02                    | Team Essex - Malory Eagles           | 3-1 | 17-25, 25-21, 25-15, 25-12        |
| 16-03                    | Durham University - Leeds            | 3-0 | 25-17, 25-16, 25-18               |
| 16-03                    | Newcastle Staffs - Polonia London    | 0-3 | 17-25, 15-25, 20-25               |
| 29-10                    | University of Nottingham - Stockport | 3-0 | 29-27, 25-18, 25-19               |

| Diciottesima giornata |                                             |     |                                   |
|                       |                                             |     |                                   |
| 23-03                 | Stockport - Richmond Docklands              | 1-3 | 22-25, 25-23, 19-25, 22-25        |
| 23-03                 | Malory Eagles - Polonia London              | 0-3 | 18-25, 25-27, 21-25               |
| 03-12                 | Leeds - Team Essex                          | 2-3 | 26-24, 25-18, 23-25, 15-25, 13-15 |
| 23-03                 | University of Nottingham - Newcastle Staffs | 3-0 | 25-21, 25-23, 29-27               |
| 23-03                 | Sunderland - Durham University              | 0-3 | 17-25, 17-25, 30-32               |

#### Classifica
| Pos. | Squadra                  | Pt | G  | V  | P  | SV | SP | Ratio | PF    | PS    | Ratio |
| ---- | ------------------------ | -- | -- | -- | -- | -- | -- | ----- | ----- | ----- | ----- |
| 1.   | Polonia London           | 48 | 18 | 17 | 1  | 51 | 14 | 3,643 | 1 546 | 1 350 | 1,145 |
| 2.   | Durham University        | 41 | 18 | 14 | 4  | 46 | 22 | 2,091 | 1 545 | 1 410 | 1,097 |
| 3.   | Malory Eagles            | 37 | 18 | 13 | 5  | 42 | 26 | 1,615 | 1 578 | 1 459 | 1,082 |
| 4.   | Team Essex               | 34 | 18 | 11 | 7  | 41 | 30 | 1,367 | 1 598 | 1 479 | 1,080 |
| 5.   | Richmond Docklands       | 29 | 18 | 9  | 9  | 36 | 34 | 1,059 | 1 565 | 1 571 | 0,996 |
| 6.   | University of Nottingham | 22 | 18 | 7  | 11 | 30 | 37 | 0,811 | 1 482 | 1 525 | 0,972 |
| 7.   | Stockport                | 19 | 18 | 6  | 12 | 28 | 40 | 0,700 | 1 500 | 1 583 | 0,948 |
| 8.   | Sunderland               | 15 | 18 | 5  | 13 | 24 | 45 | 0,533 | 1 495 | 1 614 | 0,926 |
| 9.   | Newcastle Staffs         | 13 | 18 | 5  | 13 | 22 | 44 | 0,500 | 1 408 | 1 505 | 0,936 |
| 10.  | Leeds                    | 12 | 18 | 3  | 15 | 20 | 48 | 0,417 | 1 391 | 1 612 | 0,863 |

      Ammessa ai play-off scudetto
      Ammessa allo spareggio promozione-retrocessione
      Retrocessa in Division 1

### Play-off scudetto

#### Tabellone
|  | Semifinali | Semifinali        | Semifinali |                   |   | Finale          | Finale          | Finale          |  |
|  |            |                   |            |                   |   |                 |                 |                 |  |
|  | 1          | Polonia London    | 3          |                   |   |                 |                 |                 |  |
|  | 1          | Polonia London    | 3          |                   |   |                 |                 |                 |  |
|  | 4          | Team Essex        | 1          |                   |   |                 |                 |                 |  |
|  | 4          | Team Essex        | 1          |                   | 1 | Polonia London  | 2               |                 |  |
|  |            |                   |            |                   | 1 | Polonia London  | 2               |                 |  |
|  |            |                   | 2          | Durham University | 3 |                 |                 |                 |  |
|  | 2          | Durham University | 2          | Durham University | 3 | 3               |                 |                 |  |
|  | 2          | Durham University |            |                   |   | 3               |                 |                 |  |
|  | 3          | Malory Eagles     | 1          |                   |   | Finale 3º posto | Finale 3º posto | Finale 3º posto |  |
|  | 3          | Malory Eagles     | 1          |                   |   |                 |                 |                 |  |
|  |            |                   |            |                   |   |                 |                 |                 |  |
|  |            |                   |            |                   |   | 4               | Team Essex      | 3               |  |
|  |            |                   |            |                   |   | 4               | Team Essex      | 3               |  |
|  |            |                   |            |                   |   | 3               | Malory Eagles   | 2               |  |

#### Risultati

##### Semifinali
| Gara unica |                                   |     |                            |
|            |                                   |     |                            |
| 27-04      | Polonia London - Team Essex       | 3-1 | 25-22, 19-25, 25-15, 26-24 |
| 27-04      | Durham University - Malory Eagles | 3-1 | 25-15, 25-20, 22-25, 28-26 |

##### Finale 3º posto
| Gara unica |                            |     |                                   |
|            |                            |     |                                   |
| 28-04      | Team Essex - Malory Eagles | 3-2 | 19-25, 23-25, 25-22, 28-26, 15-10 |

##### Finale
| Gara unica |                                    |     |                                   |
|            |                                    |     |                                   |
| 28-04      | Polonia London - Durham University | 2-3 | 16-25, 25-23, 25-14, 20-25, 10-15 |

### Spareggio promozione-retrocessione
| Gara unica |                                  |     |                     |
|            |                                  |     |                     |
| 27-04      | Newcastle Staffs - Little Giants | 0-3 | 28-30, 15-25, 23-25 |

## Classifica finale
| Pos                    | Squadra                  | Qualificazione     |
| ---------------------- | ------------------------ | ------------------ |
| Inghilterra (bandiera) | Durham University        |                    |
| 2                      | Polonia London           |                    |
| 3                      | Team Essex               |                    |
| 4                      | Malory Eagles            |                    |
| 5                      | Richmond Docklands       |                    |
| 6                      | University of Nottingham |                    |
| 7                      | Stockport                |                    |
| 8                      | Sunderland               |                    |
| 9                      | Newcastle Staffs         | Division 1 2024-25 |
| 10                     | Leeds                    | Division 1 2024-25 |